# Pelephone
Pelephone (Ebraico: פלאפון pronunciato: /pelefon/) è una compagnia di telecomunicazioni israeliana fondata nel 1986 come una Joint venture tra Motorola e Tadiran e oggi è completamente di proprietà di Bezeq.
Fu la prima società a offrire servizi di telefonia mobile in Israele.
La società attualmente dà lavoro a 4500 persone e ha oltre 2 milioni di abbonati.
Il significato letterale di Pelephone in ebraico si può tradurre come telefono meraviglio o telefono magico.
La rete partì con una banda di 800/850 MHz in AMPS/NAMPS. alla fine degli anni 90 convertì la rete in IS-95 CDMA e più tardi aggiunse capacità CDMA2000/EV-DO.